# USS Tillman (DD-641)
«Тіллман» (англ. USS Tillman (DD-641) — військовий корабель, ескадрений міноносець типу «Глівз» військово-морських сил США за часів Другої світової війни.
Есмінець брав участь у бойових діях на морі в Другій світовій війні, бився в Північній Атлантиці та в Середземному морі, супроводжував атлантичні конвої. За бойові заслуги в ході війни корабель відзначений трьома бойовими зірками.

## Історія створення
«Тіллман» був закладений 1 травня 1941 року на верфі компанії Charleston Navy Yard у Чарлстоні, в штаті Південна Кароліна, де 20 грудня 1941 року корабель спустили на воду. 4 червня 1942 року він увійшов до складу ВМС США.

## Історія служби
У вересні та жовтні 1942 року новий есмінець супроводжував конвої та брав участь у навчаннях на східному морському кордоні, перш ніж 23 жовтня вирушити з Чесапікської затоки з конвоєм, що прямував до участі в операції «Смолоскип».
Незадовго до півночі 7 листопада «Тіллман» досяг точки приблизно за 6 морських миль (11 км) від узбережжя Африки та розпочав місію з прикриття транспортів Центральної атакуючої групи під час морської битви при Касабланці поблизу Федали. «Тіллман» вступив у бій з патрульним кораблем Вішістської французької армії W-43, який намагався блокувати рух шести транспортних суден, незважаючи на попередження есмінця. Потрапивши під вогонь 5-дюймових (127-мм) гармат «Тіллмана», патрульне судно вибухнуло та викинулося на мілину. Пізніше «Тіллман» захопив три французькі торгові судна.
10 листопада американські війська, що наступали на Касабланку зі сходу, потрапили під вогонь есмінців Вішістської французької армії. «Тіллман», важкий крейсер USS «Огаста» та есмінець «Едісон» атакували французькі кораблі, одночасно відволікаючи на себе вогонь французьких берегових батарей, зокрема тієї, що була в Ель-Ханку. Маневруючи на швидкості до 34 вузлів (63 км/год), «Тіллман» відкрив вогонь по французьких кораблях, залишивши одне судно кружляти, перш ніж воно повернулося на свою позицію біля транспортного району. 12 листопада «Тіллман» покинув район, супроводжуючи конвой, перш ніж благополучно прибути до Нью-Йорка 1 грудня 1942 року.
Транспортний конвой KMF-25A, що складався з 26 американських, британських, голландських та грецьких військових транспортних суден під ескортом 15 бойових кораблів прямував вздовж алжирського узбережжя з Ліверпуля до Неаполя, коли ввечері 6 листопада 1943 він був атакований з повітря німецькими торпедоносцями та бомбардувальниками. 6 кораблів та суден союзників затонуло або було серйозно пошкоджено внаслідок повітряної атаки і 6 німецьких бойових літаків було знищено. Німцям вдалося здобути тактичної перемоги, хоча завдяки чіткої організації протиповітряної оборони та взаємодії, союзникам вдалося врятувати більш за 6 000 моряків, що були на знищених суднах.